# John Farrell (skridskoåkare)
John O'Neil Farrell, född 28 augusti 1906 i Hammond i Indiana, död 20 juni 1994 i Evergreen Park i Illinois, var en amerikansk skridskoåkare.
Farrell blev olympisk bronsmedaljör på 500 meter vid vinterspelen 1928 i Sankt Moritz.